# Феррис, Жан Леон Жером
Жан Леон Жером Феррис (англ. Jean Leon Gerome Ferris; 18 августа 1863 года, Филадельфия, Пенсильвания, США —  18 марта 1930 года, там же) — американский исторический живописец.

## Биография
Родился в Филадельфии (штат Пенсильвания) в семье живописца-портретиста Стивена Джеймса Ферриса и Мариано Фортуни. Первые уроки получил от отца. 
В 1879 году поступил в Пенсильванскую академию изящных искусств.
С 1833 года учился в Париже под руководством Вильяма Бугро и Жана-Леона Жерома, в честь которого его когда-то назвал отец.
Более всего известен как автор 78 картин на сюжеты из американской истории.

## Сцены из американской истории

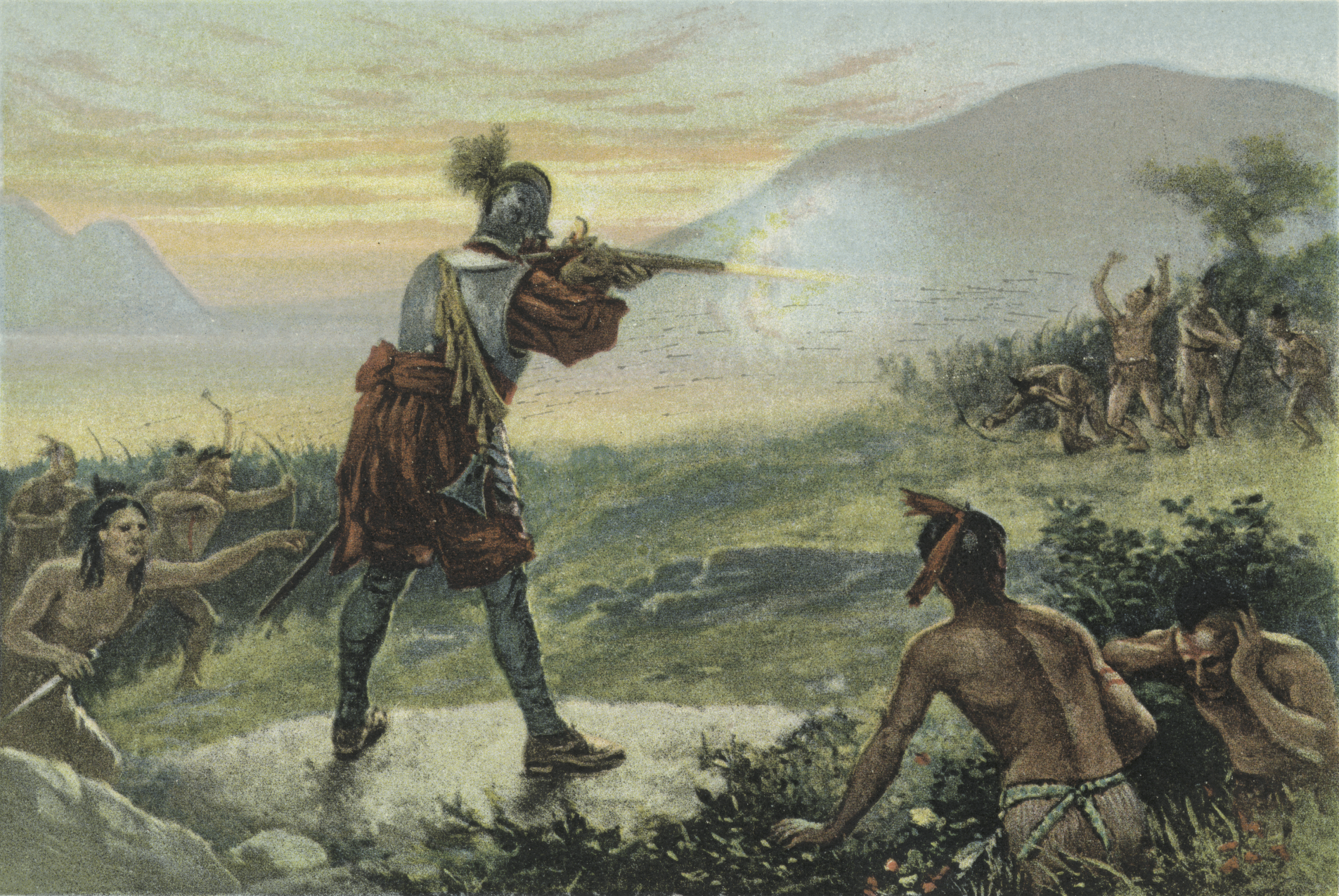
Первопроходец Шамплейн сражается с ирокезами.
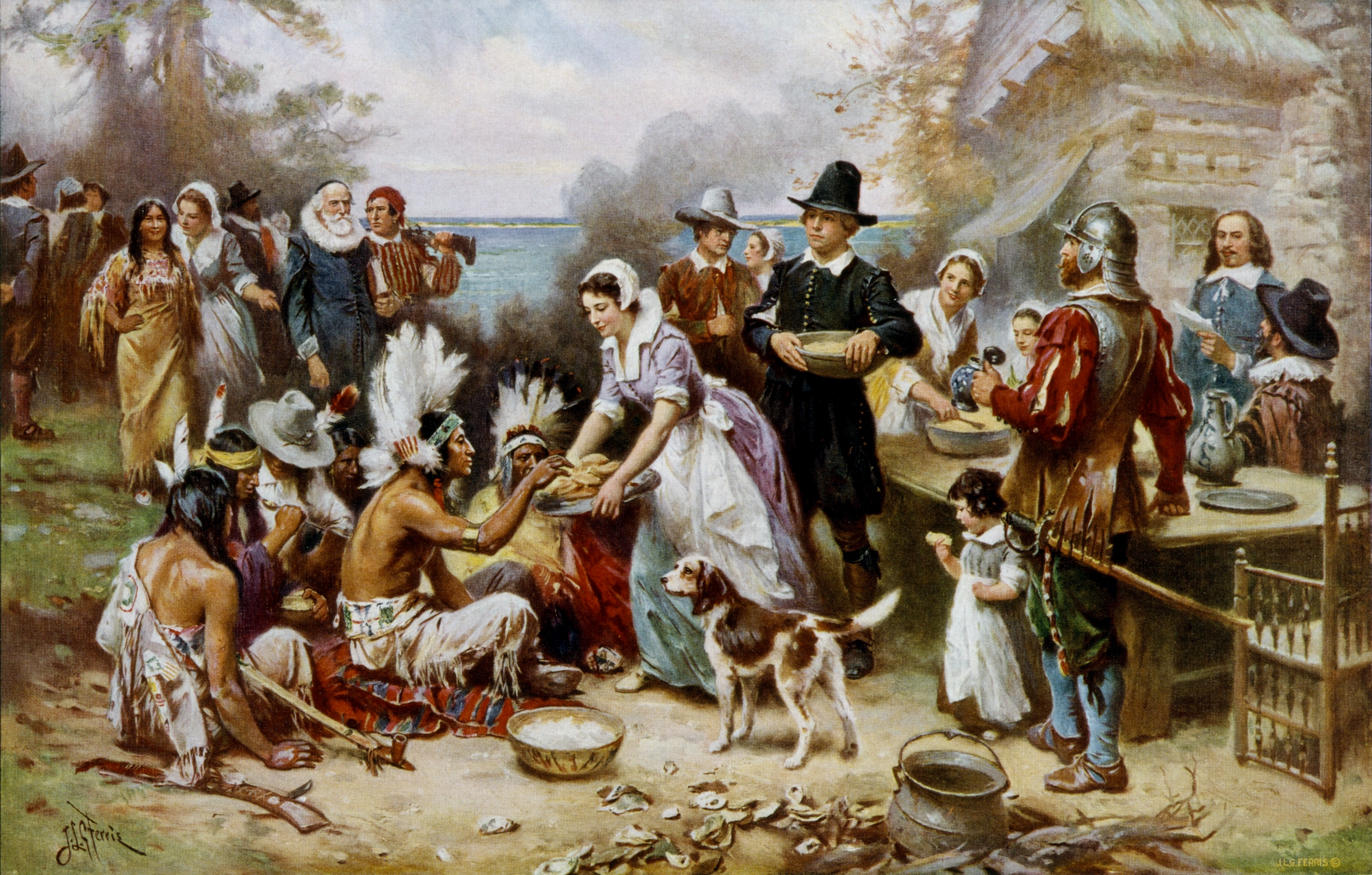
Первый День Благодарения в 1621 году.
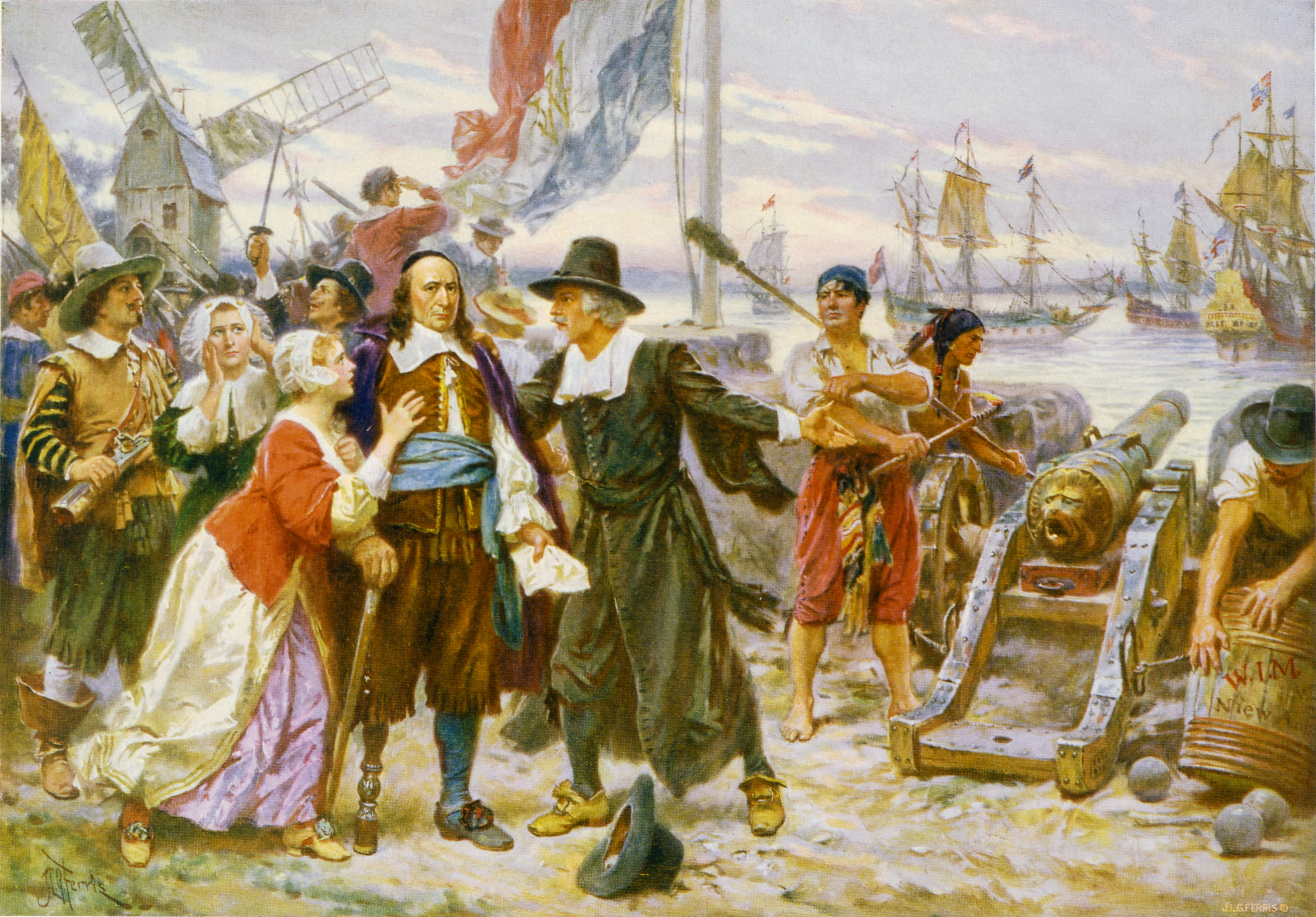
Падение Нового Амстердама. Голландская колония (будущий Нью-Йорк) переходит под власть Англии (1664 год).
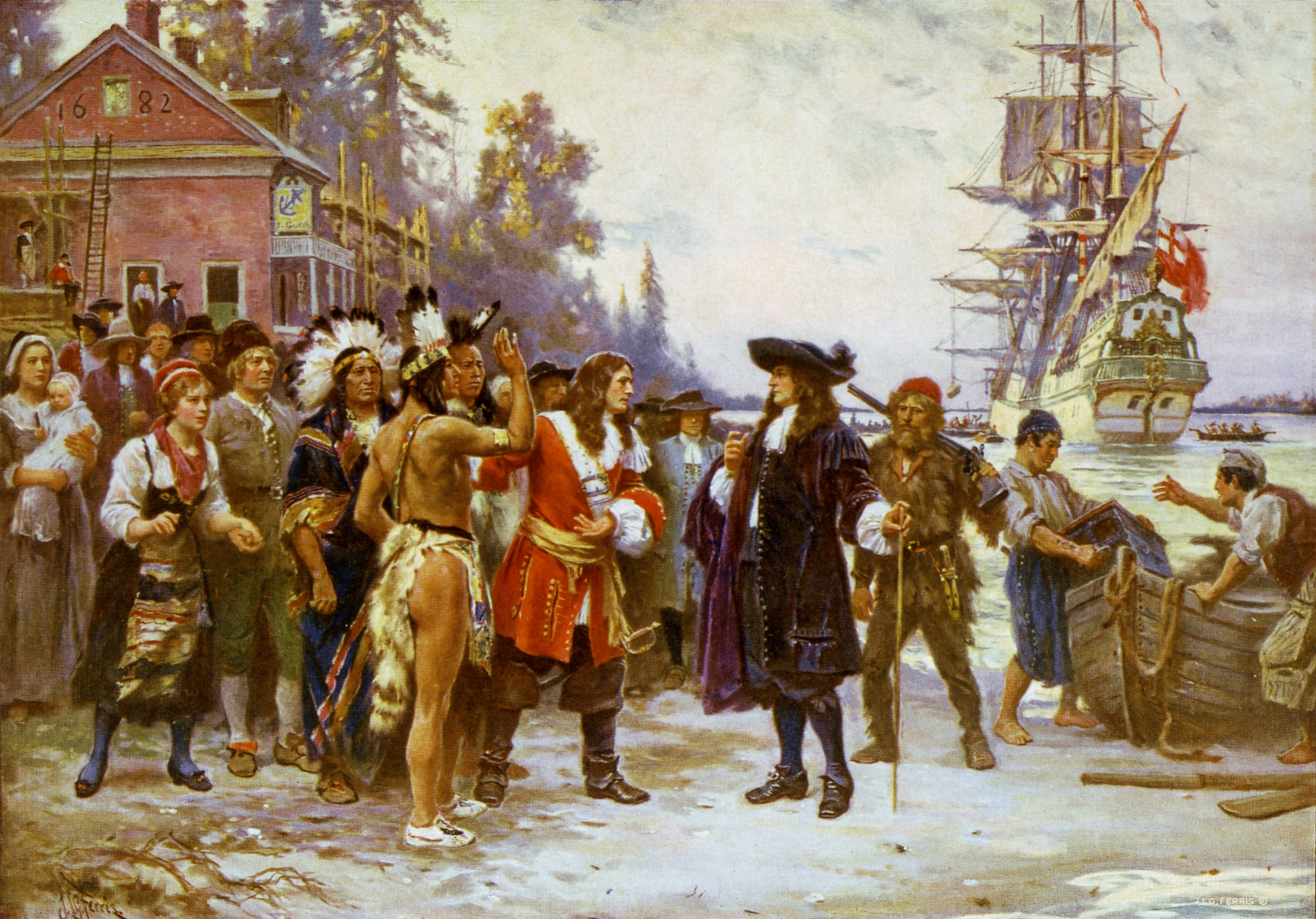
Высадка Вильяма Пенна (1682)
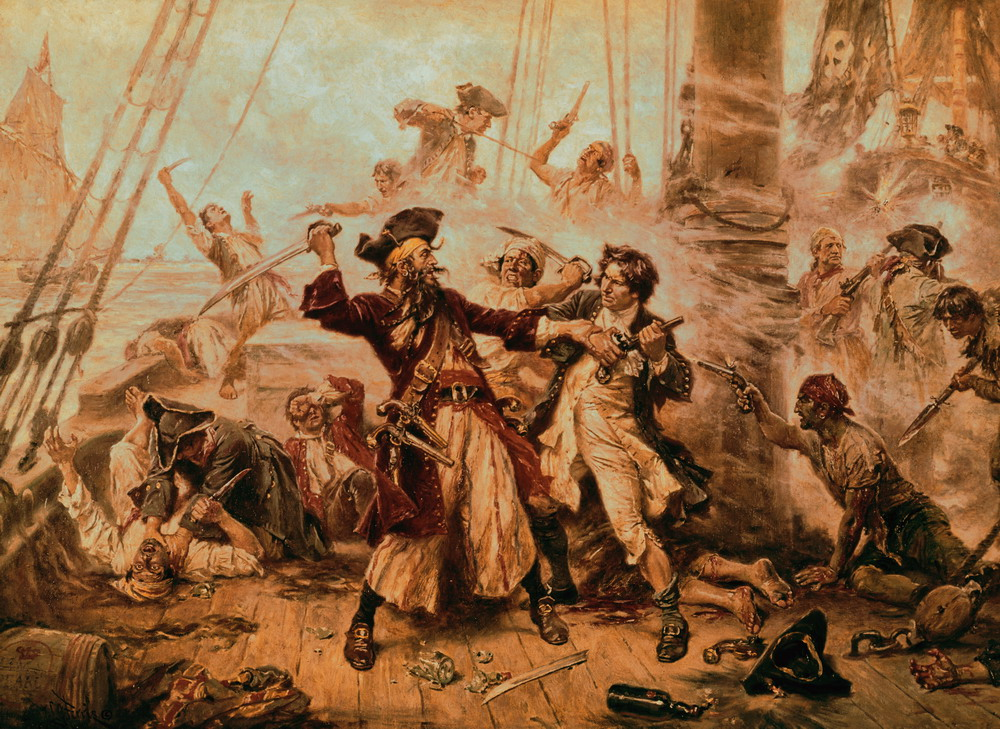
Гибель пирата Чёрной Бороды в схватке с лейтенантом Мейнардом и его людьми, 1718 год
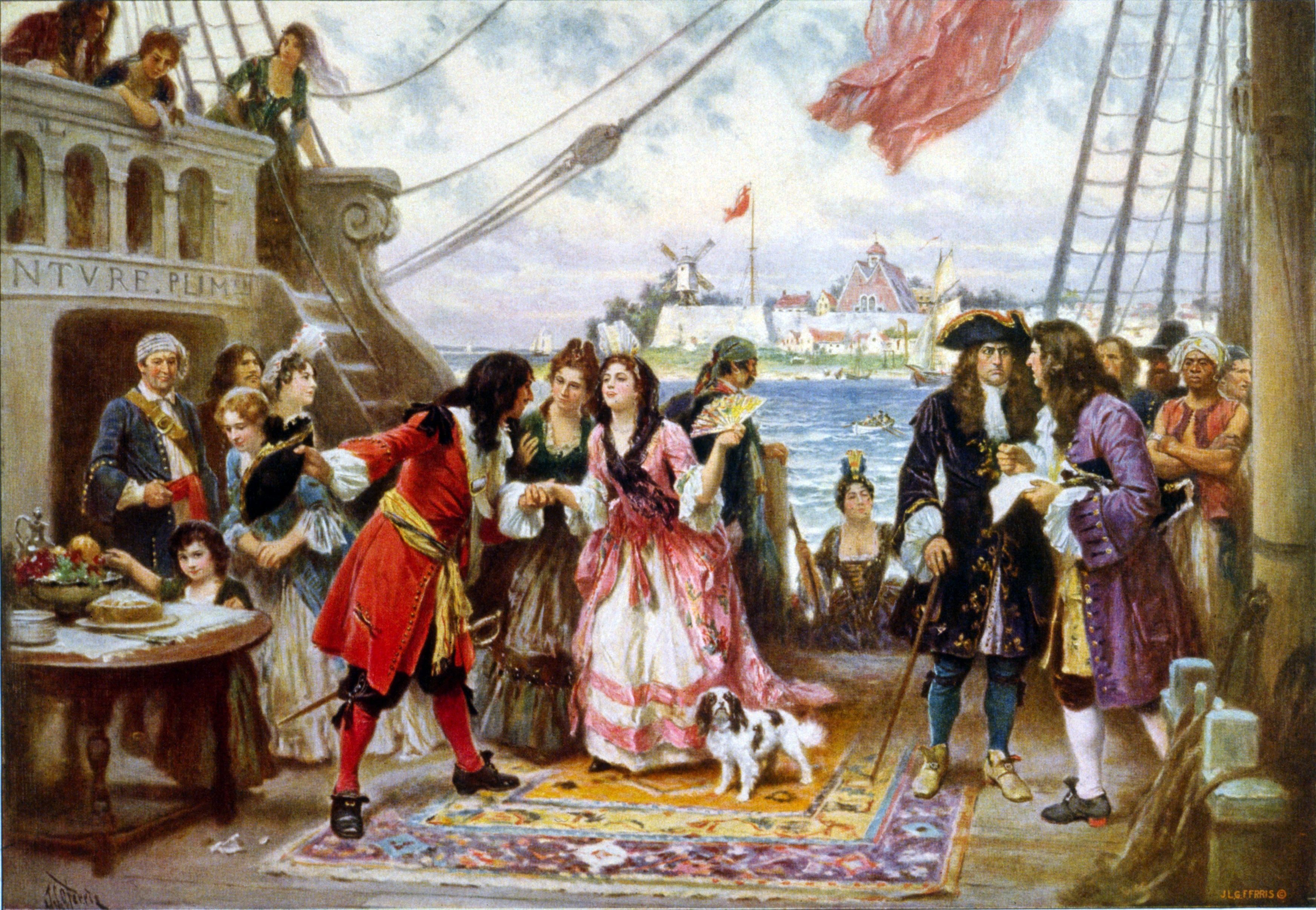
Пиратский капитан Уильям Кидд в гавани Нью-Йорка, 1690-е.
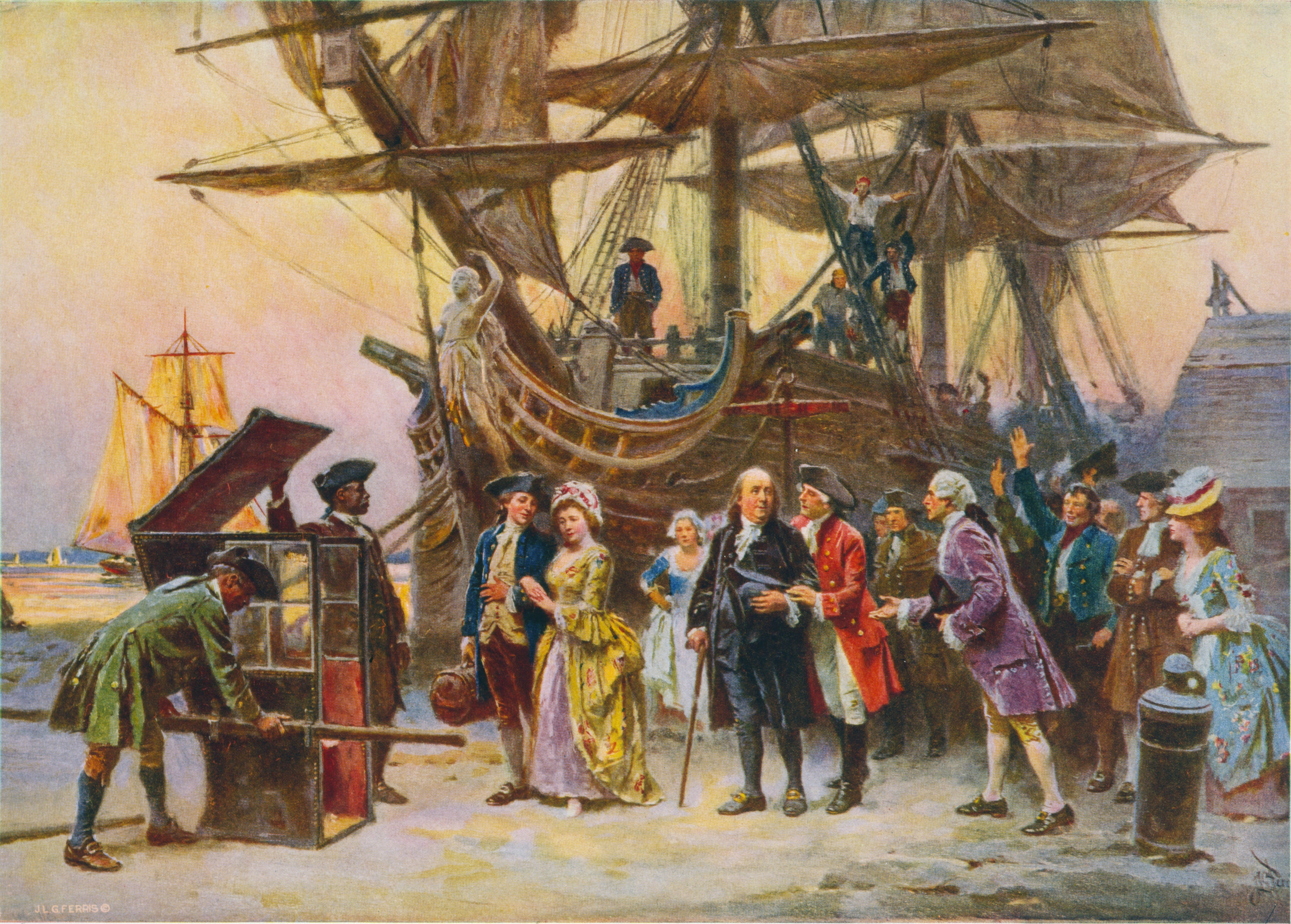
Бенджамин Франклин возвращается в Филадельфию (1785).
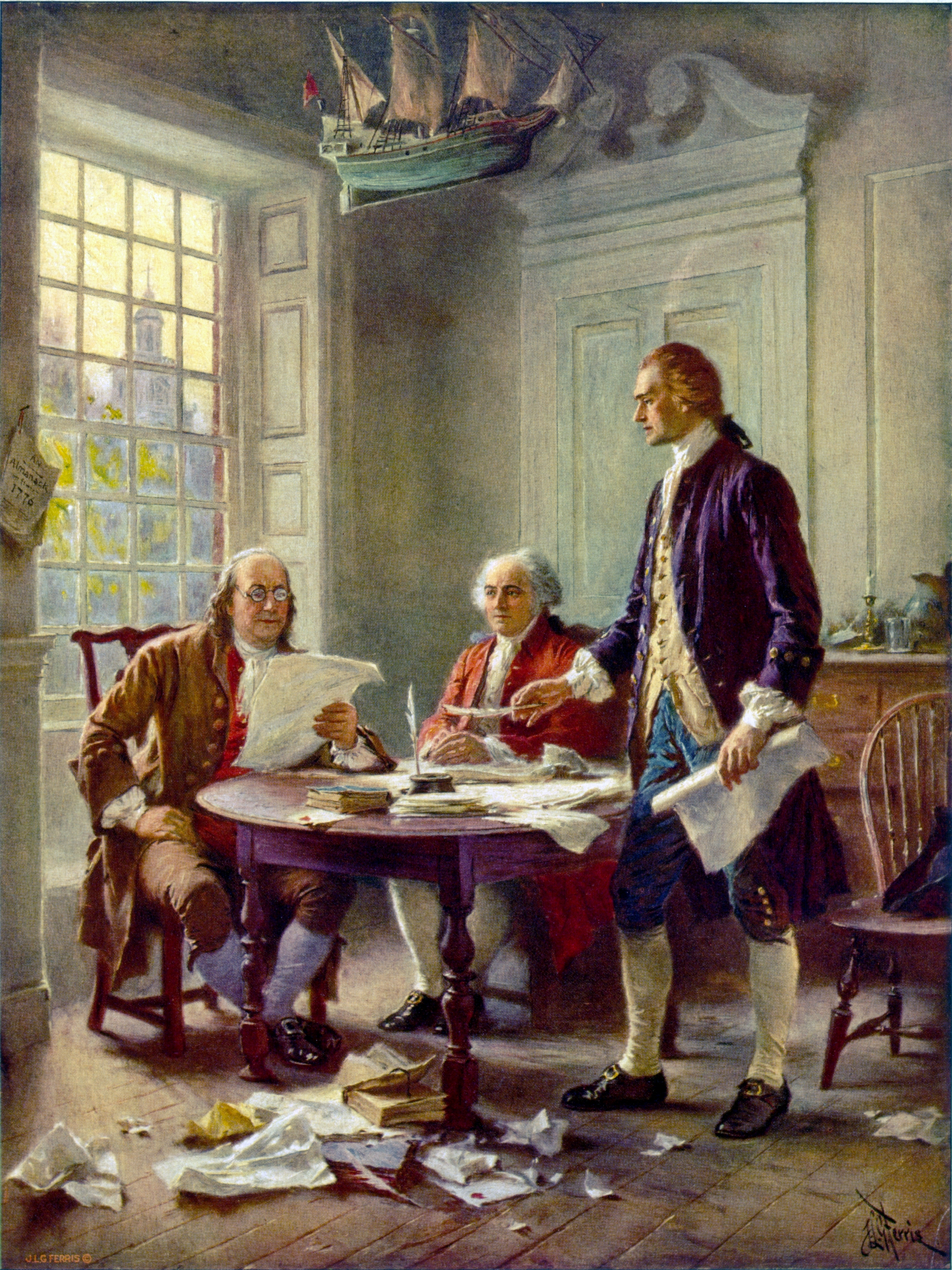
Бенджамин Франклин, Джон Адамс и Томас Джефферсон пишут Декларацию Независимости (1776)
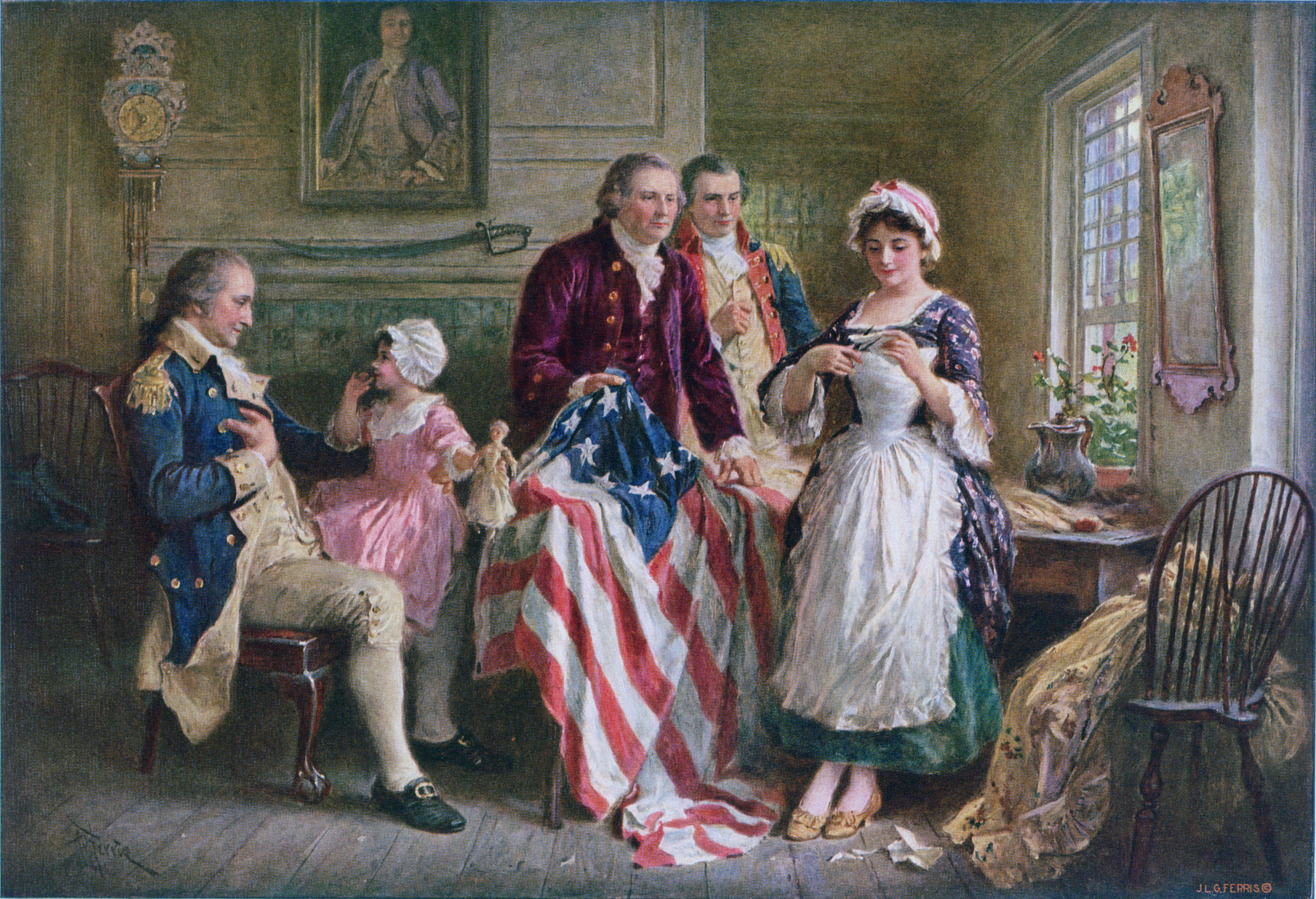
Бетси Росс создаёт первый американский флаг (1776).
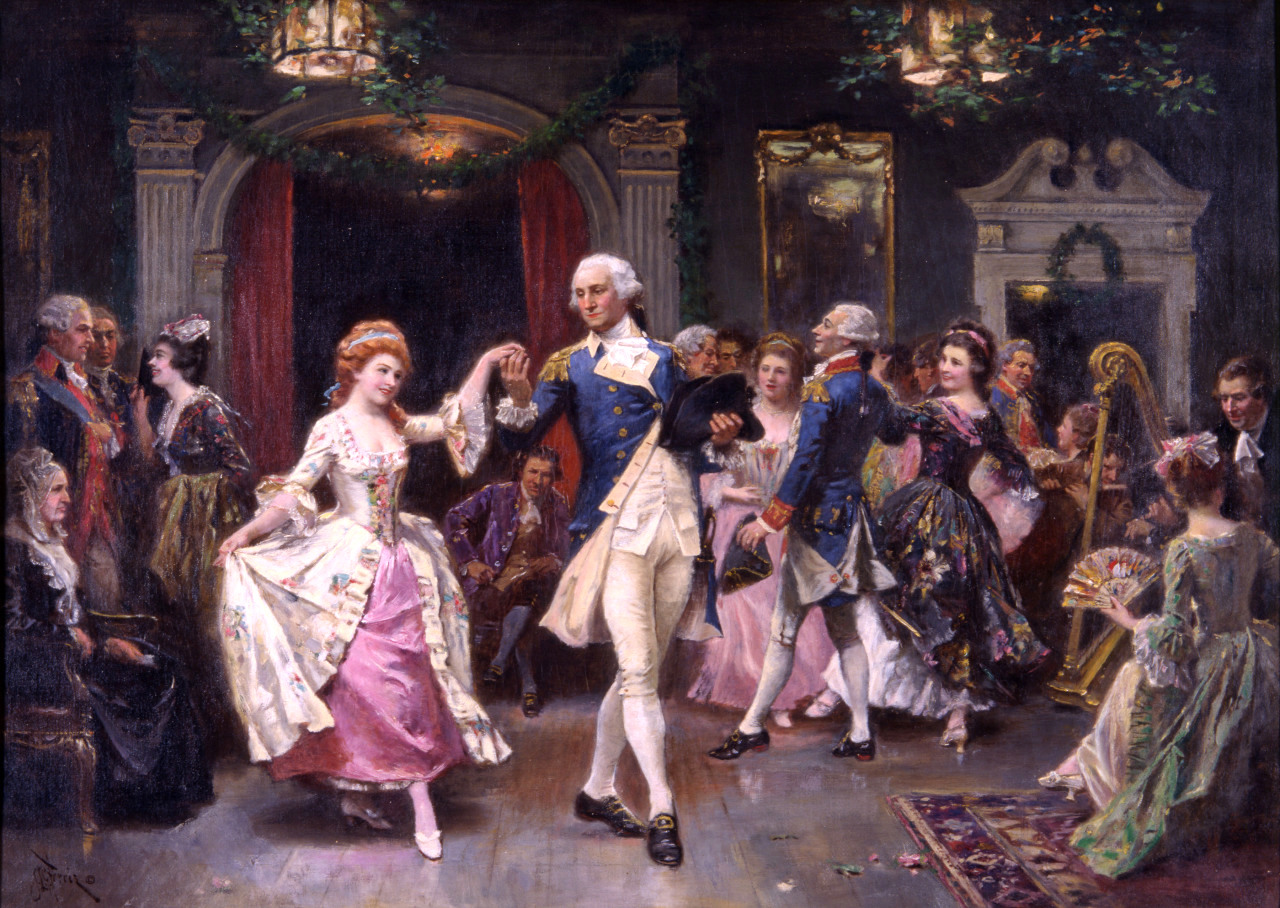
Джордж Вашингтон на балу после победы при Йорктауне, 1781 год
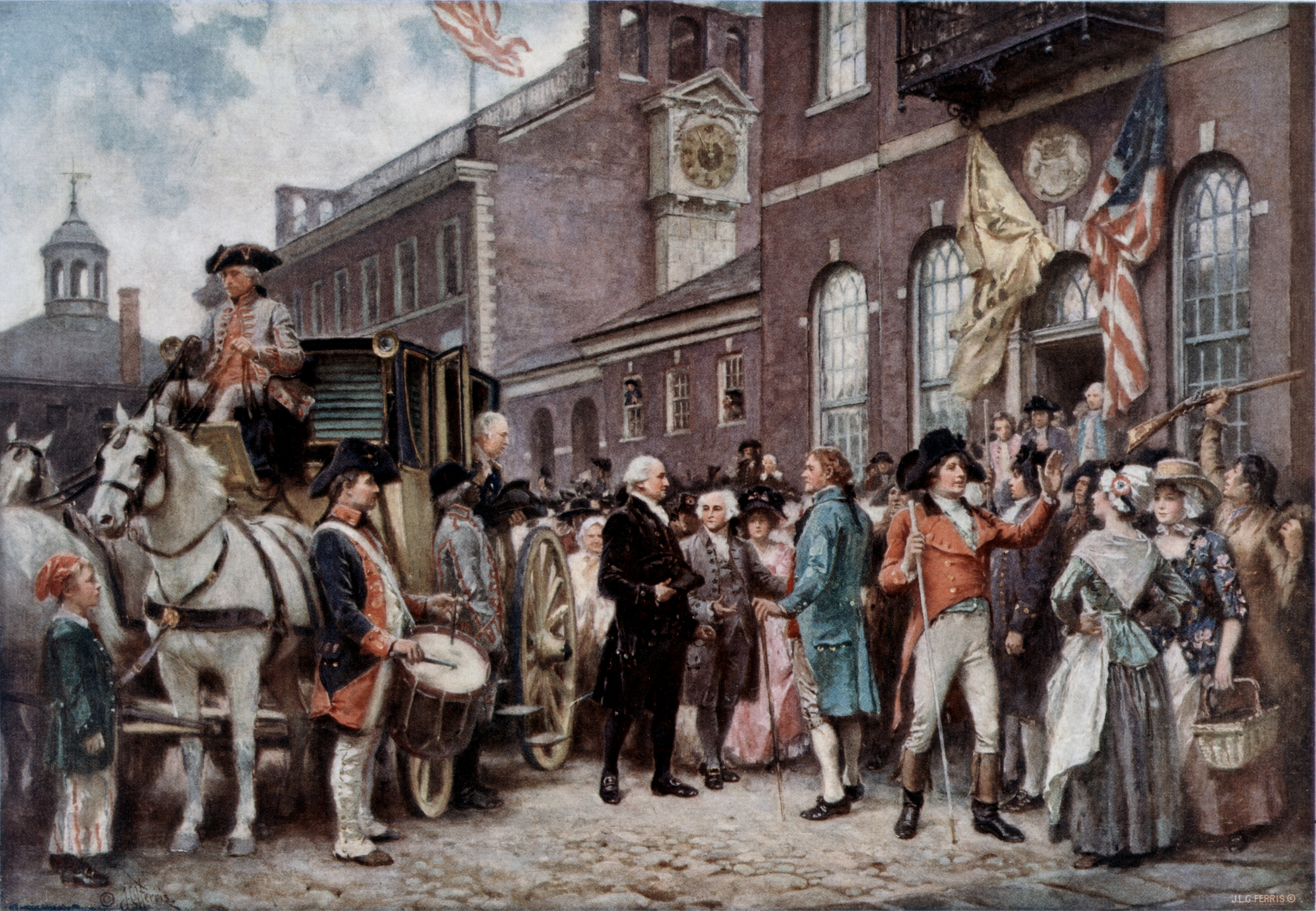
Инаугурация Джорджа Вашингтона в 1793 году в Филадельфии
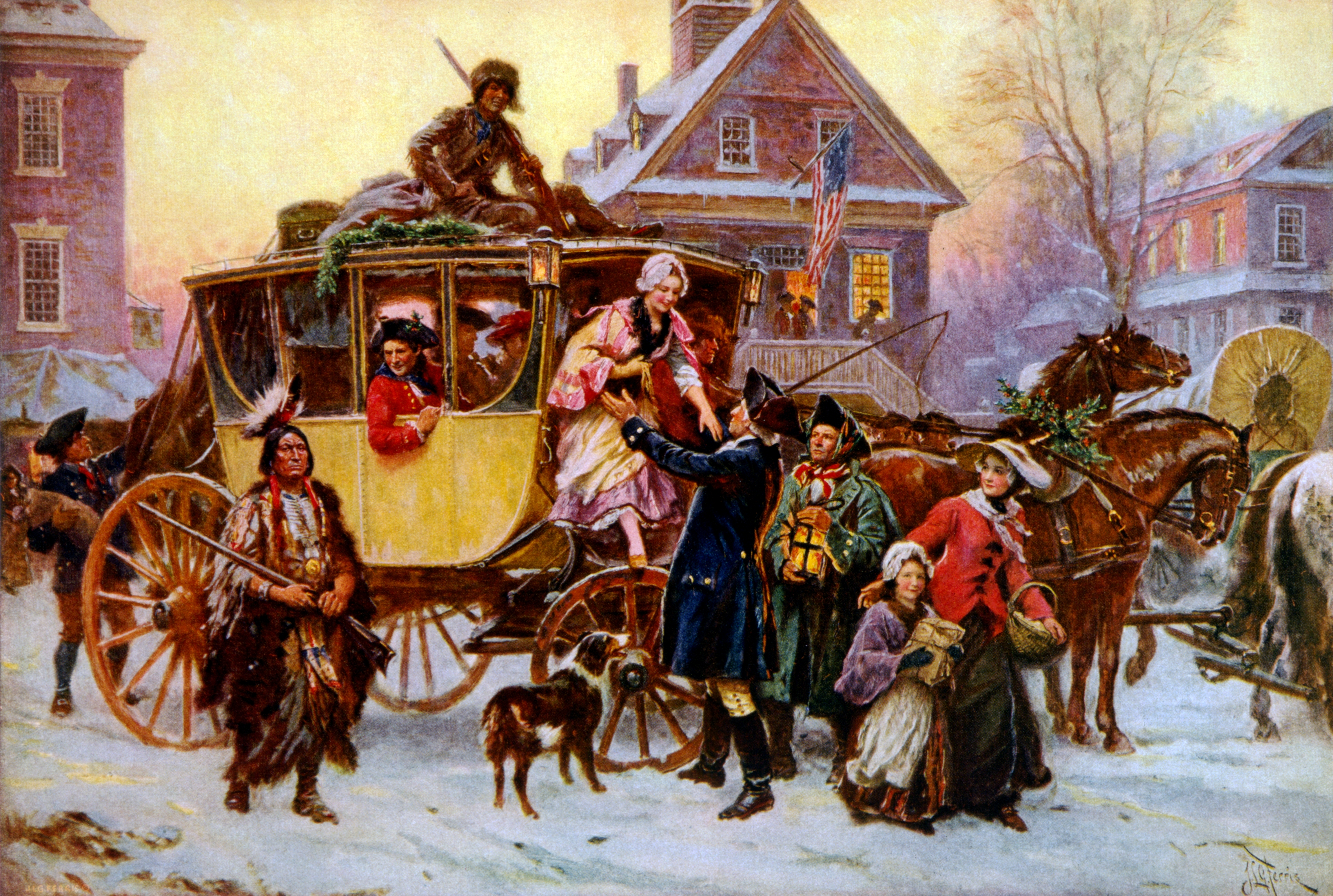
Рождество в Филадельфии в 1795 году.